# Pelastoneurus kassebeeri
Pelastoneurus kassebeeri är en tvåvingeart som beskrevs av Grichanov 2004. Pelastoneurus kassebeeri ingår i släktet Pelastoneurus och familjen styltflugor.
Artens utbredningsområde är Elfenbenskusten. Inga underarter finns listade i Catalogue of Life.